# Pablo Szir
 Pablo Szir ( Argentina, ¿1936?  -  Argentina, ¿1978? ) cuyo nombre completo era  Pablo Bernardo Szir  fue un director de cine, político  y guerrillero que militó en la organización  Montoneros. Fue secuestrado el 30 de octubre de 1976, cuando tenía 40 años y se encuentra desaparecido.

## Actividad política
Pablo Szir era oficial primero de la organización político-militar Montoneros y al momento de su desaparición revistaba como secretario político de la Columna Oeste. Usaba los nombres de guerra Patricio Rivero” y “El Gordo Luis”.

## Información familiar
Pablo Szir se casó primero con Clara y tuvieron a sus hijas Claudia y Sandra. Después se separó y hacia 1965 formó pareja con Lita Stantic, a quien conoció en un curso de cine. En 1971 tuvieron a su hija Alejandra y en 1973 se separaron en buenos términos y Szir formó pareja con Mónica -que como él ya estaba involucrada en la guerrilla- y tuvieron a su hija Mariana. A Alejandra su padre la llevaba todos los fines de semana, lo que era muy angustiante para Stantic porque no sabía dónde estaba.
Szir tenía un negocio de artículos para el hogar de dos pisos, que terminó abandonando en manos de un cadete para dedicarse a su militancia en Montoneros.

## Actividad en el cine
En la década de 1960 después de haber dirigido varios cortometrajes tuvo a su cargo uno de los tramos del filme Argentina, mayo de 1969: los caminos de la liberación (1969) junto a varios directores del grupo Cine Liberación, que en el Festival Internacional de Cine de Berlín de 1971 fue galardonado con una mención especial del jurado FIPRESCI.
Pablo Szir se interesó en un ensayo titulado Isidro Velázquez: formas prerrevolucionarias de la violencia (1968), del sociólogo Roberto Carri, quien se encontraba inicialmente vinculado al trotskismo pero más adelante se acercó al peronismo y militó en Montoneros encontrándose incorporado a su aparato militar. En ese ensayo, Carri hacía un análisis de la vida y el accionar del bandolero social chaqueño Isidro Velázquez, muerto por la policía local un año antes. El planteo general de Carri es que la acción de dicho bandolero (y de otros personajes similares) está lejos de ser una forma primitiva de rebeldía. Por el contrario, cree que constituye una forma precisamente política de acción, aunque despreciada por las ciencias sociales académicas, de las que se muestra muy crítico. Entre 1971y 1972, Szir junto a Stantic filmó Los Velázquez, basada en dicho ensayo. La película desapareció con el director, que tenía el negativo. La filmación había sido completada , había un armado y el positivo, que  estaba en el laboratorio, fue destruido por temor por el compaginador.

## Desaparición
Tenía 40 años cuando lo secuestraron el 30 de octubre de 1976. Estuvo detenido en la comisaría de Ramos Mejía en la provincia de Buenos Aires y luego en el centro clandestino de detención denominado sarcásticamente, “Sheraton” ubicado en el Partido de La Matanza. Según el informe de la Conadep se encontraba en 1977 en ese lugar donde también estaban, entre otros,  Roberto Carri y su esposa Ana María Caruso.
Pese a que en la prensa apareció con su nombre de guerra la noticia que lo habían matado en un enfrentamiento, a Szir lo llevaron a una escribanía, lo citaron al hermano y le dio un poder para vender las propiedades del padre de ambos.Tiempo después su hija mayor, que en ese momento debía tener 15 años, lo vio, escoltado por dos personas, y supo que estaba en la comisaría de Villa Insuperable, en el Sheraton con Roberto Carri, Ana María Caruso y Héctor Germán Oesterheld, entre otros.
En cartas que escribió Ana María Caruso a sus hijas dice que escuchaban discusiones sobre si ellos podían servirles –les habrían dicho de hacer un documental- o si había que matarlos. En 1977 la madre de Lita Stantic, su anteúltima pareja, recibió un llamado de Szir, quien le avisó que volvería a telefonear el sábado siguiente. Así lo hizo y le dijo a Stantic  que quería ver a Alejandra, la hija de ambos. Se encontraron en un bar  donde Szir llegó con la escolta de dos hombres, le contó con quiénes estaba, que tenía pocas esperanzas de sobrevivir, que quería ver a Alejandra, pero nunca más se contactó con Stantic. Szir fue una vez más a la casa del hermano, siempre acompañado, y estuvo un año y pico en esta situación, existiendo una versión no confirmada que había sido trasladado a Mercedes en febrero de 1978.
Permanece en la condición de detenido-desaparecido.

## Filmografía
Director
- Los Velázquez Inédita(1972)
- Argentina, mayo de 1969: los caminos de la liberación (1969)
- Es un árbol y una nube (cortometraje documental) (1968)
- Un día... (cortometraje documental) (1966)
- Diario de campamento (cortometraje) (1965)
- El bombero está triste y llora (cortometraje) (1965)

Producción
- Argentina, mayo de 1969: los caminos de la liberación (1969)
- Diario de campamento (cortometraje) (1965)
- El bombero está triste y llora (cortometraje) (1965)

Guionista
- Los Velázquez Inédita(1972)
- Argentina, mayo de 1969: los caminos de la liberación (1969)
- El bombero está triste y llora (cortometraje) (1965)
- Es un árbol y una nube (cortometraje documental) (1968)
- Un día... (cortometraje documental) (1966)

Director de fotografía
- Argentina, mayo de 1969: los caminos de la liberación (1969)

Montaje
- Argentina, mayo de 1969: los caminos de la liberación (1969)
- Un día... (cortometraje documental) (1966)